# تادئوس میناسیانتس
تادئوس سرگئیی میناسیانتس (ارمنی: Թադևոս Սերգեյի Մինասյանց؛ زادهٔ ۲۳ مارس ۱۹۱۲ - درگذشت نامعلوم) یک سیاستمدار اهل ارمنستان بود که از تاریخ ۱۹۴۵ تا تاریخ ۱۹۵۲ سمت وزیر ارتباطات ارمنستان شوروی را برعهده داشت.

## نگارخانه

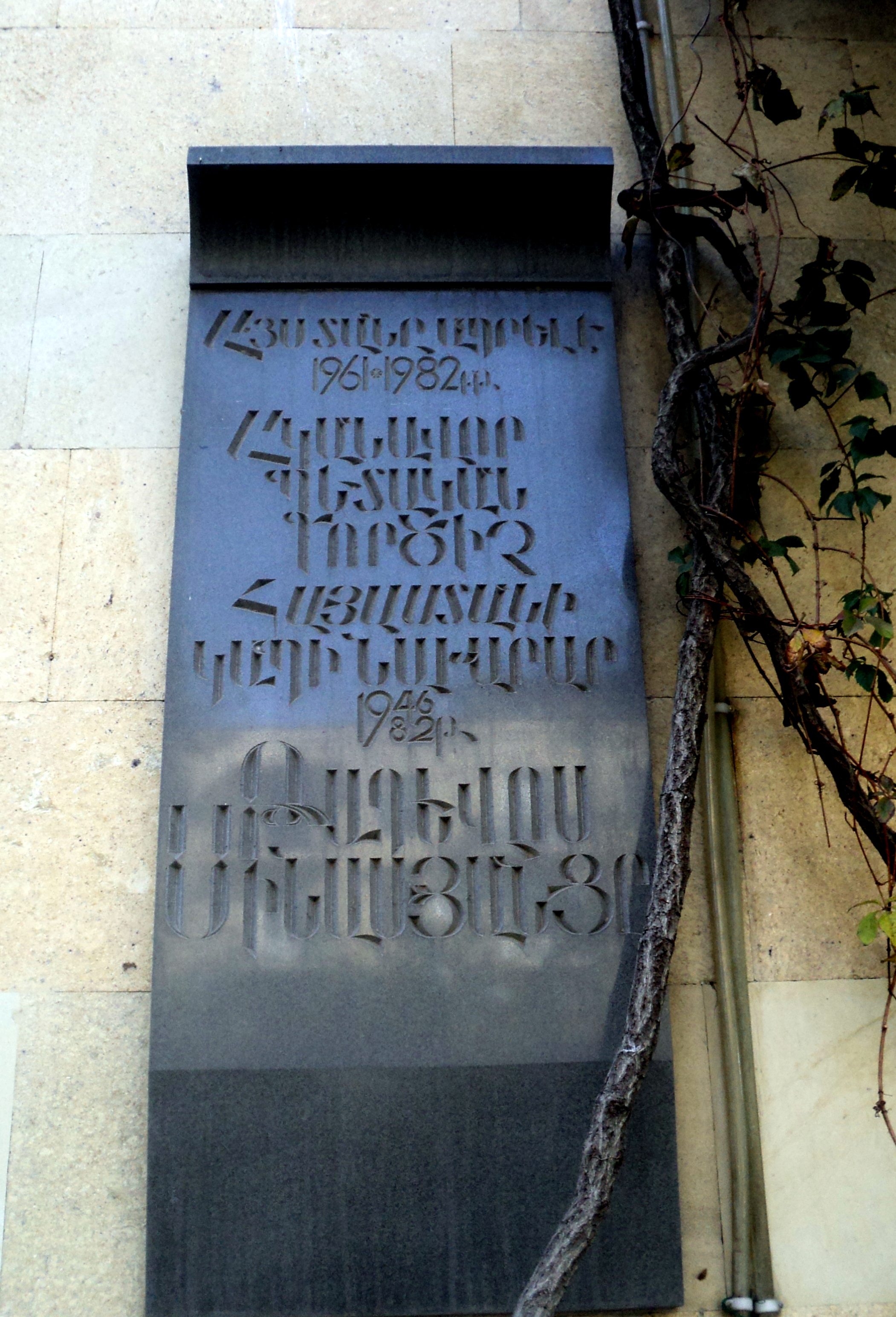

## زندگی‌نامه
در ۲۳ مارس ۱۹۱۲ در [[]] به دنیا آمد و از hy:Մոսկվայի տեխնիկական կապի և ինֆորմատիկայի համալսարան فارغ‌التحصیل شد. وی همچنین برنده نشان لنین و نشان انقلاب اکتبر شده‌است. تاریخ و محل درگذشت وی نامعلوم است.

## یادداشت
1. ↑  ԽՍՀՄ կապի Ժողկոմատի (1946 թ. նախարարության), ՀԽՍՀ լիազոր